# معتمدية القيروان الجنوبية
معتمدية القيروان الجنوبية إحدى معتمديات الجمهورية التونسية، تابعة لولاية القيروان.